# أمين الدين مرجان

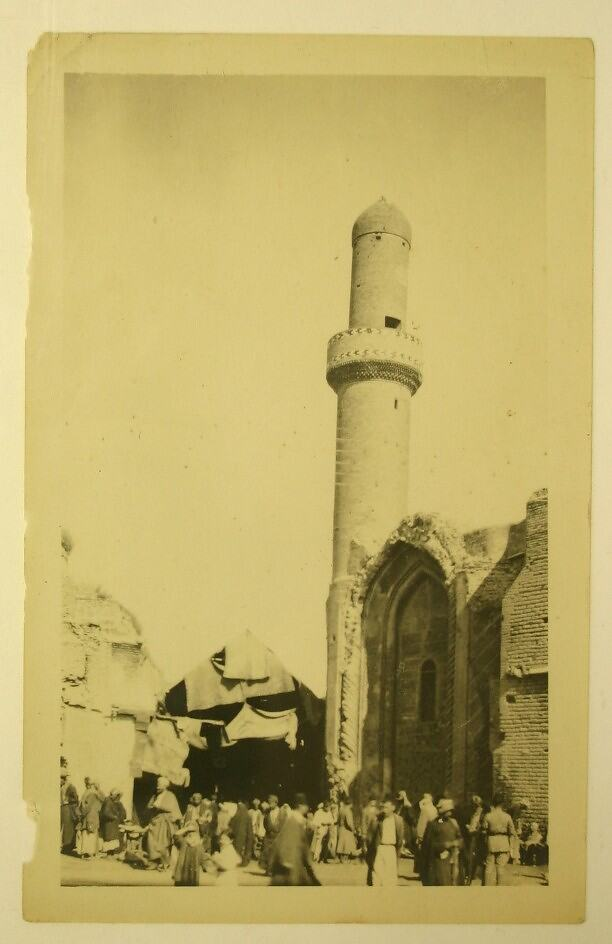
منارة جامع مرجان في عام 1916

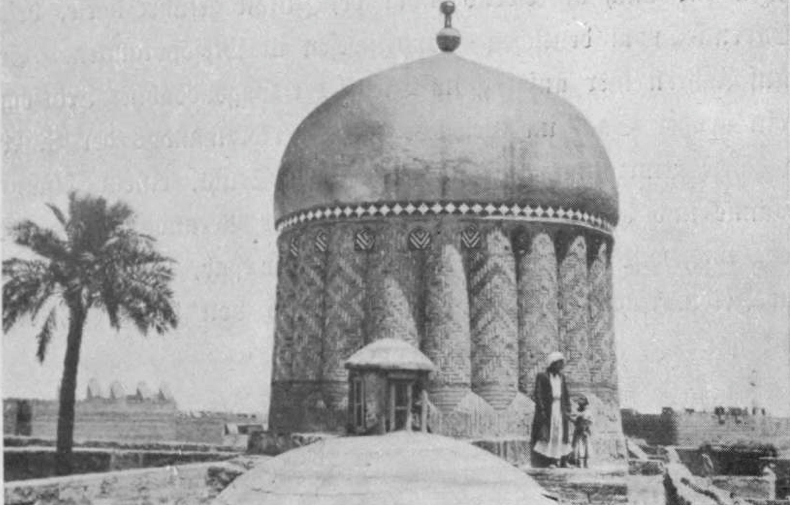
المدرسة المرجانية في عام 1918 ويلاحظ قبة مرقد مرجان الأثرية والتي هدمت في عام 1946 لأجل توسعة شارع الرشيد ونقلت رفاته إلى داخل الجامع

ما تبقى من مبنى مدرسة وجامع مرجان بعد هدم معظمه وضمه إلى شار ع الرشيد

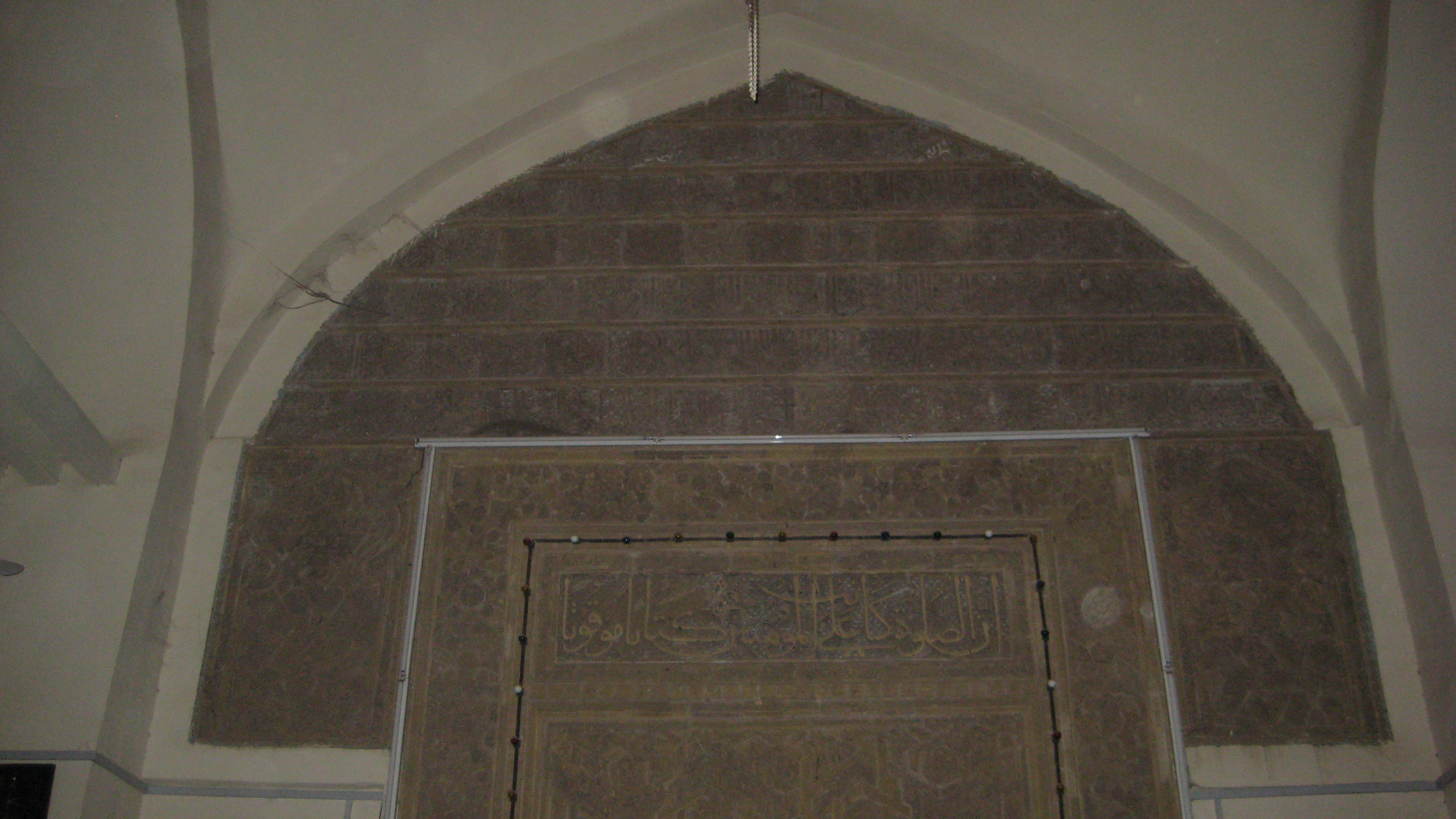
صورة محراب مصلى جامع مرجان في عام 2012

وهو أمين الدين مرجان بن عبد الله بن عبد الرحمن من موالي السلطان أويس الإيلخاني، وكان مرجان مثقفاً وفيلسوفاً ويتكلم عدة لغات منها اللغة العربية والفارسية بالرغم أنه لم يكن متعلما، وكان يعمل جندياً مُرتزقاً في الجيوش وفي إحدى الحروب تم أسَرَهُ من قبل الجيش المغولي فباعوه، ثم باعوه وأشتروه في عدة مرات حتى وصل بهِ الحال إلى بغداد، فباعه أحد التجار إلى قصر السلطان أويس بن الشيخ حسن بزرك الإيلخاني أحد أمراء الجلائريون التتار، وكان السلطان أويس أبن حفيد هولاكو خان وقد حكم المغول الإيلخانيين من قوم هزارة حوالي قرنان ونصف في بغداد تحت أسم الدولة، وأستقل السلطان أويس بمدينة بغداد وحكمها بعد أبيه الشيخ حسن بزرك عام 755 هـ/1354م، وعمل مرجان خادماً عند السلطان أويس الإيلخاني، ومن ثم عينّه رئيس الخدم طباخاً. فاستغل عمله وأقترب من السلطان، فكلما قدَّمَ للسلطان طبقاً من الطعام أسمعه شعراً أو حكمة حتى أُعجب بهِ السلطان أويس فعيّنه وزيراً وقد جمع ثروةً كبيرة، وفي أثناء ذلك جاءت رسالة إلى السلطان أويس من ملك الأيلخانية في تبريز في إيران يطلب المساعدة لهجوم التركمان، إذ كوّنوا جيشاً كبيراً يزحف عليهم. فتهيأ السلطان أويس للرحيل وعهد إلى مرجان بالملك وأجلسه على عرشه، وطلب منه أن يحكم بأسمه حتى يعود. فأخذ السلطان أويس جمعا غفيرا من جيشه، وأتجه بهم شمالاً حتى إلتحم مع جيش التركمان في حرب دامت عدة شهور، وهزموا وقتلوا فيها جيوش التركمان، كما قُتل من جيشه العددٌ الكبير. بينما في بغداد فقد خان خادمه مرجان العهد، وخرج على مولاه بقصد الاستقلال بحكومة بغداد وتملكها، ولقد خطب مرجان على أهل بغداد وبشّرهم بنهاية حكم الدولة الإيلخانية وبداية حكم الدولة المرجانية، فصدقّوه وأطاعوه فجمع منهم الجيش وخرج بهم لملاقاة جيش سيده.
وأثناء عودة السلطان أويس بجيشه حاملاً معه جرحاه، علم بالخبر وتألم كثيراً، وعندما وصلوا بعقوبة حدث فيضان لنهر دجلة حيث وصلت المياه لعدة نواحي من نهر دجلة إلى منطقة الشماعية. ووصل السلطان أويس إلى ساحل الماء وأمامه مسافة طويلة للساحل الأخر. فأمر جنوده ولكل واحد منهم بقطع شجرة، وصنع زورق صغير يركب به، ويأخذ معه جريحاً أو معلولاً، وما أن وصلت الزوارق قرب الساحل حتى إنهالت عليهم قذائف المنجنيق من جيش مرجان وقتلت عدد كبير منهم، فغضب لهذا السلطان أويس والتقى فيما بعد الجيشان حتى وقعت معركة بينهما، فقُتل فيها معظم جيش مرجان، ووصل السلطان أويس إلى قصرهِ في بغداد، ودخل القصر، وشاهد مرجان وهو جالس، فقال السلطان لمرجان مد عنقك لأقطعها ففعل مرجان، فرفع السلطان السيف لكنه لم يفعل وكره قتلهِ، فقال السلطان أويس لمرجان "لأجل عرف الأخوة التي بيننا سوف لا أقتلك لكن أغرب عن وجهي"، فخرج مرجان من قصر السلطان وهو يمشي في بغداد ويرى الجرحى والقتلى والدماء، وهو يبكي ويقول (ليت السلطان قتلني وما رأيتُ هذا).

## بناءه المدرسة المرجانية

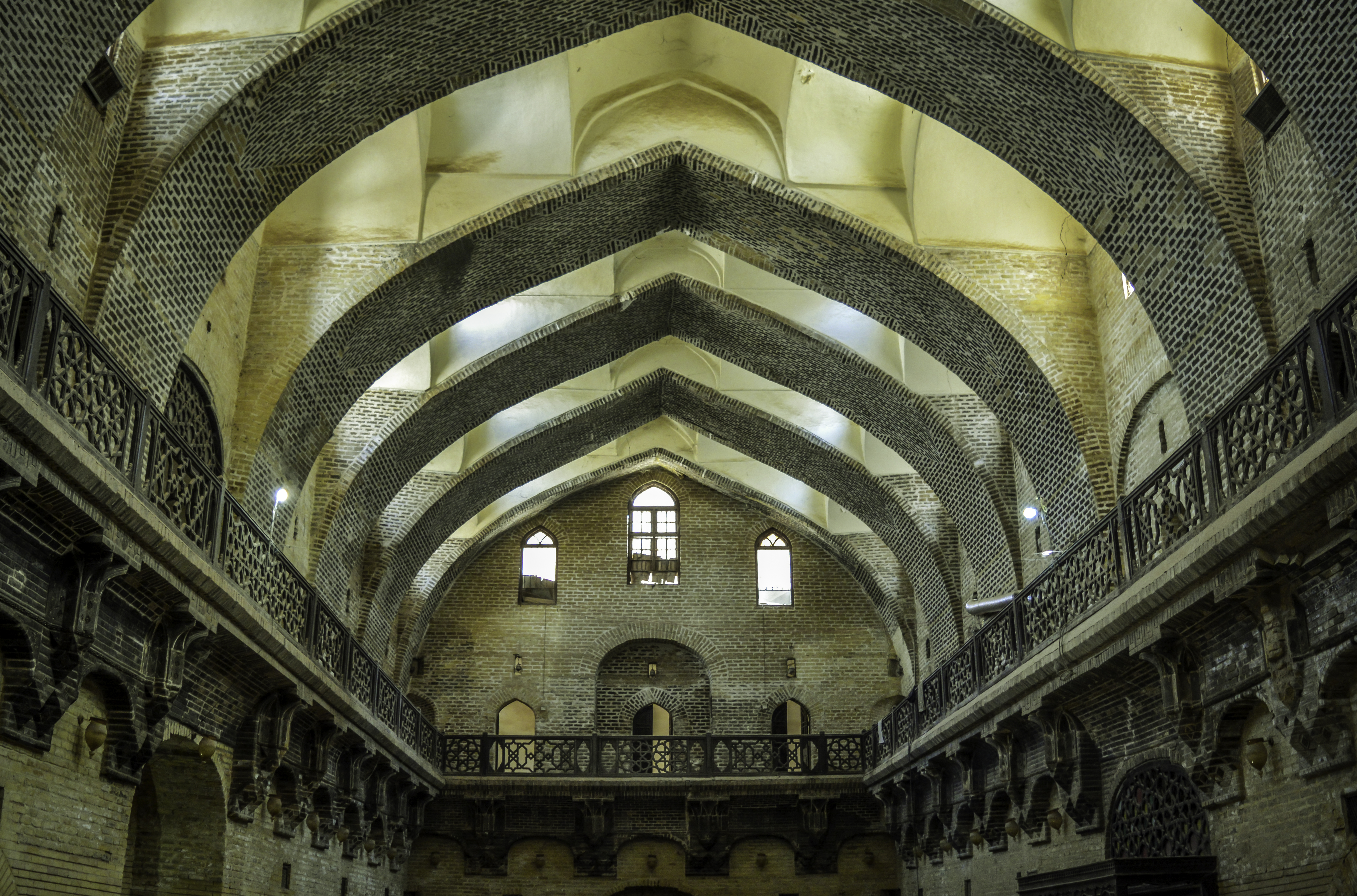
خان مرجان الأثري

ولقد جمع مرجان كل أمواله بعد أن أعتزل الحكم والسياسة وبنى مدرسة ومسجد كبير يعرف الآن باسم جامع مرجان، وبنى مائة من الدكاكين والمحلات التجارية ومنها خان كبير يسمى خان مرجان، وجعل ريعها للإنفاق على المدرسة وطلاب العلم، ولإطعام الفقراء والمساكين، وهي اليوم سوق في وسط بغداد يسمى سوق الشورجة وتم ذلك عام 758هـ/ 1356م، وشرط التدريس في المدرسة المرجانية على المذاهب الأربعة، ووقف على لوازمها ما كان يملكه من عقارات في بغداد وخارجها، ولقد ذكرها في وقفيته التي كانت محررة ومنقوشة بالحجر على جدران المدرسة وبنى لها غرفاً للمدرسين وكذلك مستشفى يطل على نهر دجلة خاص لطلبة العلم، وأصبح فيما بعد هذا المستشفى قهوة الشط وتوابعها.
ولقد ذكر الاستاذ عماد عبد السلام رؤوف في كتابه (المراقد في بغداد) خان مرجان بقوله: ((وحينما نخرج من الخان، لا نملك إلاّ أن نتذكر بالخير ذلك المنشئ الكبير، الذي أشاد المؤرخون بعدله وإحسانه، حتى قيل أن خيراته لم تشمل الفقراء والمساكين فحسب، وإنما شملت السنانير، أي القطط، والزراريق وحيتان الشط والطيور، فكان قد اشترط أن تطعم من الأصناف الغذائية التي تلائم طبيعتها كل يوم هنا عند هذا الموضع من دجلة، كانت ترمى الأطعمة للسمك، وهنا في صحن هذا المبنى الذي كان داراً للشفاء كانت تعطى الأطعمة للحيوان، فالخير، كما أراد مرجان، كان يصل إلى الجميع، طعاماً وعلماً وشفاءً من كل داء)).
وفي عام 1365هـ/ 1946م، هدمت المدرسة المرجانية وأقتطع منها جزء كبير أضيف إلى شارع الرشيد وشيد على ما تبقى منهُ مسجد جامع ولم يبق من أصل المدرسة سوى بابها الأثري القديم وهو الأثر الوحيد الباقي في بغداد من عهد الدولة الايلخانية، ثم عين الشيخ نجم الدين الواعظ خطيباً وإماماً في الجامع عام 1947م، وكان يلقي فيه دروس الوعظ والأرشاد وله فيه مجلس حافل بأهل العلم والأدب. وآخر تعمير للجامع كان في عام 1392هـ/ 1973م من قبل وزارة الأوقاف والشؤون الدينية وقد شمل الترميم القباب والسياج الخارجي والساحة والواجهة الأمامية وتبلغ مساحة الجامع حوالي 1500م2 ويستوعب لحوالي 1200 مصل، ويحتوي مصلى حرم الجامع على ثلاث قباب اثنان منها صغيرة وواحدة كبيرة مرتكزة على أقواس تنتهي بالجدران المحيطة بها، وهذا ما أضاف للمصلى روعة هندسية وفنية مميزة، وكان ممن درس في هذه المدرسة العلامة الحاج موسى سميكة مفتي الحنابلة في بغداد، والشيخ أبو الثناء محمود الآلوسي، وأبنه نعمان الآلوسي المتوفي عام 1317هـ/ 1899م، وحفيده محمود شكري الآلوسي، وعلي علاء الدين الآلوسي الذي دفن في ساحة المدرسة بعد وفاته عام 1339هـ/ 1921م،  وكذلك الشيخ ابراهيم الآلوسي للفترة من عام 1923 ولغاية عام1927م، ومن قبلهِ توفي والده نعمان الآلوسي ودفن قربه، وآخر من درس فيها قبل إغلاقها الأستاذ فؤاد بن أحمد شاكر الآلوسي.

## وفاته
وبقي مرجان في الجامع يعمل خادمًا ويعطي الطعام للفقراء، وكان يتعشى مع الفقراء ليلاً وعندما يذهبون يبقى الليل يتعبد ويبكي ويقيم الليل كله وقد ابتعد عن ملذات الحياة، حتى مرض وعلم بقرب منيته فحفر لنفسه قبراً بالقرب من المسجد. وتوفي في عام 774 هـ/ 1372م.
ولما توفي مرجان دفن في مشهد المدرسة في جامع مرجان، وبنيت على قبرهِ قبة مرتفعة جميلة المنظر مشيفة الشكل هدمت مع أجزاء من المدرسة والجامع لأجل توسعة شارع الرشيد في عام 1946م.